# Hãng phim Truyền hình Thành phố Hồ Chí Minh
Hãng phim Truyền hình Thành phố Hồ Chí Minh (tiếng Anh: Hồ Chí Minh City Television Film Studios, viết tắt là TFS) là hãng phim trực thuộc Đài Truyền hình Thành phố Hồ Chí Minh, thành lập theo quyết định số 526, QĐ-UB bởi Ủy ban Nhân dân Thành phố Hồ Chí Minh vào ngày 18 tháng 10 năm 1991. Hãng phim chuyên sản xuất phim truyện và phim tài liệu để phát trên các kênh sóng của HTV và các kênh truyền hình cáp HTVC, ngoài ra còn sản xuất các chương trình gameshow và các chương trình truyền hình thực tế khác.

## Các chương trình

### Phim truyền hình[1]

#### Thập niên 1990
| Năm sản xuất | Tên phim                | Thời lượng (phút) | Đạo diễn             |
| ------------ | ----------------------- | ----------------- | -------------------- |
| 1995         | Như một huyền thoại     | 95                | Phạm Vũ              |
| 1995         | Giữa dòng               | 80                | NSƯT Trần Mỹ Hà      |
| 1995         | Tuổi thần tiên          | 63                | Phan Hoàng           |
| 1995         | Hạnh phúc mong manh     | 3×60              | Phan Hoàng           |
| 1996         | Người đẹp Tây Đô        | 15×60             | NSƯT Lê Cung Bắc     |
| 1996         | Người tốt một ngày      | 2×60              | Đinh Đức Liêm        |
| 1996         | Không thể rẽ trái       | 96                | NSƯT Lê Cung Bắc     |
| 1996         | Xóm nước đen            | 4×60              | Đỗ Phú Hải           |
| 1996         | Chuyện ngã bảy          | 80                | NSƯT Trần Mỹ Hà      |
| 1996         | Phong lan đỏ            | 2×60              | NSND Đào Bá Sơn      |
| 1997         | Đôi bạn                 | 2×60              | Phạm Ngọc Châu       |
| 1997         | Người từ cung trăng     | 3×60              | NSƯT Lê Dân          |
| 1997         | Giã từ dĩ vãng          | 10×60             | Đinh Đức Liêm        |
| 1997         | Những nẻo đường phù sa  | 45x31             | Châu Huế             |
| 1997         | Thương hoài ngàn năm    | 66                | Đỗ Phú Hải           |
| 1997         | Đất phương Nam          | 11×60             | NSƯT Nguyễn Vinh Sơn |
| 1997         | Những năm tháng đã qua  | 5×60              | Trần Cảnh Đôn        |
| 1997         | Ráng chiều              | 67                | Đỗ Phú Hải           |
| 1998         | Chim phóng sinh         | 2×99              | Trần Quang Đại       |
| 1998         | Chú bé rắc rối          | 2×60              | Cao Thụy             |
| 1998         | Cõi tình                | 2×60              | NSƯT Lê Cung Bắc     |
| 1998         | Cầu thang tối           | 2×60              | NSND Đào Bá Sơn      |
| 1998         | Mẹ con Đậu Đũa          | 99                | Trương Dũng          |
| 1998         | Đất khách               | 5×60              | Lê Vinh Phương       |
| 1998         | Dòng suối không cầu     | 2×60              | Trương Dũng          |
| 1998         | Cội nguồn               | 93                | NSƯT Lê Dân          |
| 1998         | Những đứa con thành phố | 10×60             | Đỗ Phú Hải           |
| 1998         | Đợi tàu                 | 80                | Trương Dũng          |
| 1998         | Tội phạm                | 2×60              | Trần Cảnh Đôn        |
| 1998         | Ông cá hô               | 90                | NSƯT Trần Mỹ Hà      |
| 1998         | Con nhà nghèo           | 5×60              | NSƯT Hồ Ngọc Xum     |
| 1998         | Đất trắng               | 2×45              | Trần Quang Đại       |
| 1999         | Cánh buồm ảo ảnh        | 92                | Phạm Ngọc Châu       |
| 1999         | Đồng tiền xương máu     | 13×60             | Đinh Đức Liêm        |
| 1999         | Giã từ cát bụi          | 80                | Xuân Cường           |
| 1999         | Trường Sơn ngày ấy      | 88                | Nguyễn Bá Lân        |
| 1999         | Tóc ngắn                | 3×60              | Trương Dũng          |
| 1999         | Tôi vào đời             | 92                | Nguyễn Quốc Hưng     |

#### Thập niên 2000
| Năm sản xuất | Tên phim                                                                     | Thời lượng (phút) | Đạo diễn                                            |
| ------------ | ---------------------------------------------------------------------------- | ----------------- | --------------------------------------------------- |
| 2000         | Giao thời                                                                    | 20×60             | Phan Hoàng                                          |
| 2000         | Bến sông trăng                                                               | 13×30             | Đỗ Phú Hải                                          |
| 2000         | Sống bên bờ vực                                                              | 90                | Võ Tấn Bình                                         |
| 2000         | Đối thủ (hợp tác với PGP - Hãng phim Giải Phóng)                             | 73                | Hồng Ngân                                           |
| 2000         | Vàng                                                                         | 15                | NSƯT Nguyễn Chánh Tín                               |
| 2000         | Cô thư ký xinh đẹp                                                           | 4×60              | Châu Huế                                            |
| 2000         | 5 W trong 1                                                                  | 82                | Trương Dũng                                         |
| 2000         | Hẻm sâu                                                                      | 49                | Nguyễn Bá Lân                                       |
| 2001         | Chuột                                                                        | 58                | Vũ Ngọc Đãng                                        |
| 2001         | Tên bắt cóc                                                                  | 2×60              | Nguyễn Lê Dũng                                      |
| 2001         | Gấu cổ trắng                                                                 | 88                | Trương Dũng                                         |
| 2001         | Hương dẻ                                                                     | 86                | Vinh Hương                                          |
| 2001         | Hương bắp                                                                    | 92                | Trương Dũng                                         |
| 2001         | Nữ võ sĩ                                                                     | 90                | Hồng Ngân                                           |
| 2001         | Nắng ở trên đầu                                                              | 2×60              | Võ Tấn Bình                                         |
| 2002         | Blouse trắng                                                                 | 70x30             | NSƯT Trần Mỹ Hà                                     |
| 2002         | Chuyện tình bên dòng kênh xáng                                               | 7×60              | Châu Huế                                            |
| 2002         | Mùa sen                                                                      | 88                | Võ Tấn Bình                                         |
| 2002         | Chúa tàu kim quy                                                             | 2×99              | Châu Huế                                            |
| 2002         | Ở trọ trong nhà mình                                                         | 92                | Nguyễn Lê Dũng                                      |
| 2002         | Đâu phải vợ người ta                                                         | 2×90              | Võ Việt Hùng                                        |
| 2002         | Dòng đời                                                                     | 52×30             | NSƯT Lê Cung Bắc                                    |
| 2002         | Người đàn bà yếu đuối                                                        | 48×30             | Đinh Đức Liêm                                       |
| 2002         | Trùng quang tâm sử                                                           | 28×30             | Trần Quang Đại                                      |
| 2002         | Chuyện tình biển xa                                                          | 22×30             | NSƯT Lê Đức Tiến                                    |
| 2002         | Sương gió biên thùy                                                          | 14×45             | NSƯT Hồ Ngọc Xum                                    |
| 2002         | Xe lăn                                                                       | 86                | Vũ Thành Vinh                                       |
| 2002         | Ông nội và cháu đích tôn                                                     | 99                | Trương Dũng                                         |
| 2002         | Giữa đời thường                                                              | 2×60              | Võ Văn Thênh                                        |
| 2003         | Tài tử nghiệp dư                                                             | 90                | Phan Hoàng                                          |
| 2003         | Con gà trống                                                                 | 86                | Nguyễn Quang Dũng                                   |
| 2003         | Long xích lô                                                                 | 82                | Võ Việt Hùng                                        |
| 2003         | Kiếm sống                                                                    | 2×60              | Nguyễn Lê Dũng                                      |
| 2003         | Xóm cũ                                                                       | 90                | NSƯT Lê Cung Bắc                                    |
| 2003         | Anh thơm râu rồng                                                            | 2×60              | Trần Quang Đại                                      |
| 2003         | Phố hoài                                                                     | 2x50              | Song Chi                                            |
| 2003         | Cỏ dại                                                                       | 3×80              | Đinh Đức Liêm                                       |
| 2003         | Gió trên đồng                                                                | 2×15              | Đinh Văn Viện                                       |
| 2003         | Chuyện vui ngày tết                                                          | 3×90              | Trần Quang Đại                                      |
| 2003         | Chuyện của lính                                                              | 4×25              | Trương Dũng                                         |
| 2003         | Đón con về                                                                   | 2×60              | Đinh Đức Liêm                                       |
| 2003         | Niệm khúc cuối (hợp tác với VFC - VTV)                                       | 118               | NSƯT Nguyễn Anh Dũng                                |
| 2003         | Mưa                                                                          | 90                | Hồng Ngân                                           |
| 2003         | Vị tướng tình báo và hai bà vợ (hợp tác với Hãng phim truyện Việt Nam - VFS) | 29×30             | NSND Bùi Cường                                      |
| 2003         | Hướng nghiệp                                                                 | 37×45             | Châu Huế                                            |
| 2003         | Sống chậm                                                                    | 90                | Vũ Thái Hòa                                         |
| 2003         | Vai diễn đầu đời                                                             | 2×80              | Đinh Đức Liêm                                       |
| 2003         | Thời vi tính                                                                 | 5×60              | Lê Anh Cường                                        |
| 2003         | Con khỉ mồ côi                                                               | 90                | Trần Quang Đại                                      |
| 2003         | Ngoại tình                                                                   | 3×60              | NSƯT Lê Dân                                         |
| 2003         | Mảnh sân chung                                                               | 3×80              | NSND Bùi Cường                                      |
| 2003         | Hải âu                                                                       | 90                | Lê Bảo Trung                                        |
| 2004         | Ngọn nến Hoàng cung                                                          | 45×30             | Nguyễn Quốc Hưng                                    |
| 2004         | Một chuyến phiêu lưu                                                         | 90                | Lê Bảo Trung                                        |
| 2004         | Nợ đời                                                                       | 17×45             | NSƯT Hồ Ngọc Xum                                    |
| 2004         | Một thẻo nhân tình                                                           | 90                | Lê Hùng Phương                                      |
| 2004         | Lẵng hoa tình yêu                                                            | 24×45             | Vinh Hương                                          |
| 2004         | Lục Vân Tiên                                                                 | 14×60             | Đỗ Phú Hải - NSƯT Nguyễn Phương Điền - Lê Bảo Trung |
| 2004         | Một cơn mê                                                                   | 2×60              | NSƯT Lê Dân                                         |
| 2004         | Dốc tình                                                                     | 36×60             | Lưu Trọng Ninh                                      |
| 2004         | Đường về                                                                     | 10×60             | Trương Dũng                                         |
| 2004         | Kính vạn hoa                                                                 | 28×60             | Nguyễn Minh Chung                                   |
| 2004         | Mảnh trăng côi                                                               | 90                | Trần Quang Đại                                      |
| 2004         | Hàn Mặc Tử                                                                   | 6×60              | NSƯT Trần Mỹ Hà                                     |
| 2004         | Những tay chơi ngoại hạng                                                    | 90                | Lê Anh Cường                                        |
| 2005         | Công ty thời trang                                                           | 30×30             | Đinh Đức Liêm                                       |
| 2005         | Mầm sống                                                                     | 7×60              | Phan Hoàng                                          |
| 2005         | Chuyện tình đảo cát (hợp tác với HFS - Xưởng phim truyền hình Hải Phòng)     | 12×60             | Trần Tự - Văn Lượng                                 |
| 2005         | Trái tim son trẻ                                                             | 2×90              | NSƯT Hồ Ngọc Xum                                    |
| 2005         | Xóm Cào cào                                                                  | 90                | Nguyễn Mỹ Khanh                                     |
| 2005         | Cha và con                                                                   | 90                | Xuân Phước                                          |
| 2005         | Người đánh trống trường                                                      | 9×45              | Trần Quang Đại                                      |
| 2005         | Ban mai xanh (hợp tác với VFC - VTV)                                         | 25×45             | NSND Trọng Trinh - Như Trang                        |
| 2005         | Người gác mộ                                                                 | 2×90              | Võ Việt Hùng                                        |
| 2005         | Bến phà                                                                      | 3×60              | Xuân Phước                                          |
| 2005         | Tiếng chuông trôi trên sông                                                  | 90                | Võ Việt Hùng                                        |
| 2005         | Xóm suối sâu                                                                 | 13×45             | Trần Quang Đại                                      |
| 2006         | Dollars trắng (hợp tác với VAFAFILM)                                         | 15×45             | Trần Cảnh Đôn                                       |
| 2006         | 39 độ yêu (hợp tác với Hãng phim Việt - Công ty BHD)                         | 16×45             | Nguyễn Phan Quang Bình                              |
| 2006         | Hai mảnh đời                                                                 | 7x60              | NSƯT Hồ Ngọc Xum                                    |
| 2006         | U6 & U7                                                                      | 9×45              | Nguyễn Mỹ Khanh                                     |
| 2006         | Hoa hồng                                                                     | 3×60              | Hồng Phú Vinh                                       |
| 2006         | Ngũ quái Sài Gòn                                                             | 15×45             | Xuân Cường                                          |
| 2006         | Cải ơi                                                                       | 90                | NSƯT Nguyễn Phương Điền                             |
| 2006         | Tình yêu còn mãi                                                             | 10×45             | Nguyễn Đông Phương - Nguyễn Lê Dũng                 |
| 2006         | Hương phù sa                                                                 | 29×45             | Võ Tấn Bình                                         |
| 2006         | Hoa gió                                                                      | 6×45              | Hồ Nhân                                             |
| 2006         | Dưới cờ đại nghĩa                                                            | 78×45             | Nguyễn Tường Phương - Lê Phương Nam                 |
| 2006         | Hướng nghiệp 2                                                               | 49×45             | Châu Huế                                            |
| 2006         | Người mẹ nhí (hợp tác với Hãng phim Việt - Công ty BHD)                      | 20×45             | Nguyễn Minh Chung                                   |
| 2006         | Nghề báo                                                                     | 20×45             | NSƯT Phi Tiến Sơn                                   |
| 2007         | Ba chàng trai tuổi hợi                                                       | 6×45              | Nguyễn Mỹ Khanh                                     |
| 2007         | Miền đất phúc                                                                | 53×45             | Đinh Đức Liêm                                       |
| 2007         | Nguyệt quán                                                                  | 20×45             | Nguyễn Minh Chung                                   |
| 2007         | Hộ chiếu vào đời                                                             | 11×45             | Trương Dũng                                         |
| 2007         | Cay đắng mùi đời                                                             | 9×45              | NSƯT Hồ Ngọc Xum                                    |
| 2007         | Mảnh vỡ                                                                      | 10×45             | Võ Việt Hùng                                        |
| 2007         | Xin lỗi tình yêu                                                             | 34×45             | Hồng Ngân                                           |
| 2007         | Linh lan trắng (hợp tác với Hãng phim Việt - Công ty BHD)                    | 33×45             | NSƯT Bùi Tuấn Dũng                                  |
| 2007         | Một thời đã sống                                                             | 15×45             | NSND Nguyễn Thanh Vân                               |
| 2007         | Nữ bác sĩ                                                                    | 18×45             | Song Chi                                            |
| 2007         | Giọt đắng                                                                    | 21×45             | Đinh Đức Liêm                                       |
| 2008         | Thám tử tư                                                                   | 31×45             | NSƯT Trần Mỹ Hà                                     |
| 2008         | Trò chơi sinh tử                                                             | 20×45             | NSND Bùi Cường                                      |
| 2008         | Acappella                                                                    | 25×45             | Nguyễn Mỹ Khanh                                     |
| 2008         | Nữ sinh                                                                      | 10×45             | Xuân Phước                                          |
| 2008         | Chuyện tình công ty quảng cáo                                                | 30×45             | Lê Hùng Phương                                      |
| 2009         | Tình án                                                                      | 23×45             | Võ Việt Hùng                                        |
| 2009         | Câu chuyện pháp đình                                                         | 51×45             | Nguyễn Tường Phương                                 |
| 2009         | Cầu trường không yên tĩnh                                                    | 7×45              | Lê Phương Nam                                       |
| 2009         | Tân phong nữ sĩ                                                              | 15×45             | Võ Việt Hùng                                        |
| 2009         | Mùa hè sôi động                                                              | 30×45             | Nguyễn Duy Võ Ngọc                                  |
| 2009         | Taxi                                                                         | 20×45             | Phạm Ngọc Châu                                      |
| 2009         | Kẻ di trú                                                                    | 20×45             | Châu Huế                                            |
| 2009         | Hoa dại                                                                      | 22×45             | Xuân Phước                                          |

#### Thập niên 2010
| Năm sản xuất | Tên phim                                                    | Thời lượng (phút) | Đạo diễn                       |
| ------------ | ----------------------------------------------------------- | ----------------- | ------------------------------ |
| 2010         | Nhiệm vụ đặc biệt                                           | 32×45             | NSƯT Bùi Tuấn Dũng             |
| 2010         | Âm tính                                                     | 20×45             | NSƯT Nguyễn Phương Điền        |
| 2010         | Vó ngựa trời Nam                                            | 37×45             | NSƯT Lê Cung Bắc               |
| 2010         | Ai                                                          | 36×45             | Trương Dũng                    |
| 2010         | Tại tôi                                                     | 19×45             | Võ Việt Hùng                   |
| 2010         | Vịt kêu đồng                                                | 8×45              | Lê Phương Nam                  |
| 2010         | Đời                                                         | 21×45             | NSƯT Trần Mỹ Hà                |
| 2010         | Lều chõng                                                   | 23×45             | NSND Nguyễn Thanh Vân          |
| 2010         | Ngã rẽ                                                      | 30×45             | Nguyễn Tường Phương            |
| 2010         | Khóc thầm                                                   | 15×45             | Võ Việt Hùng                   |
| 2010         | Công nghệ thời trang                                        | 61×45             | Đỗ Phú Hải                     |
| 2011         | Đâu phải chia ly                                            | 27×45             | Lê Hùng Phương                 |
| 2011         | Người hoàn hảo                                              | 10×45             | Trương Dũng                    |
| 2011         | Mẹ và con trai                                              | 33×45             | Phạm Ngọc Châu                 |
| 2011         | Phiêu lưu mùa hè                                            | 15×45             | Nguyễn Minh Cao                |
| 2011         | Lục lạc huyền bí                                            | 40×45             | Nguyễn Mỹ Khanh                |
| 2011         | Một cuộc đua                                                | 7×45              | Trần Hữu Phúc                  |
| 2011         | Lòng dạ đàn bà (hợp tác với Hãng phim Tâm Điểm)             | 30×45             | NSƯT Hồ Ngọc Xum               |
| 2011         | Đi qua ngày biển động                                       | 35×45             | NSƯT Bùi Tuấn Dũng             |
| 2012         | Phiên chợ số                                                | 36×45             | NSƯT Nhâm Minh Hiền            |
| 2012         | Đỗ quyên trong mưa                                          | 23×45             | Bùi Nam Yên                    |
| 2012         | Ám ảnh                                                      | 30×45             | Phạm Ngọc Châu                 |
| 2012         | Ngày hôm qua                                                | 30×45             | NSƯT Trần Mỹ Hà                |
| 2012         | Tình ca cao                                                 | 29×45             | NSƯT Hồ Ngọc Xum               |
| 2012         | Đồng quê                                                    | 22×45             | Lê Phương Nam                  |
| 2012         | Anh hùng Nguyễn Trung Trực (hợp tác với Hãng phim Cửu Long) | 20x45             | Phan Hoàng                     |
| 2012         | Trường nội trú                                              | 30×45             | Lê Khắc Hoài Nam               |
| 2012         | Đất mặn                                                     | 49×45             | Nguyễn Tường Phương            |
| 2012         | Ngôi sao thứ 31                                             | 23×45             | Xuân Phước                     |
| 2012         | Mắt bướm                                                    | 30×45             | Phạm Ngọc Châu                 |
| 2012         | Vẫn hoài ước mơ                                             | 19×45             | Châu Huế                       |
| 2012         | Màu xanh đôi mắt                                            | 20×45             | Bùi Nam Yên                    |
| 2013         | Cá lên bờ                                                   | 21×45             | Trương Dũng                    |
| 2013         | Gọi yêu thương                                              | 30×45             | Lê Bảo Trung                   |
| 2013         | Hoang đảo                                                   | 9×45              | Phạm Việt Phước                |
| 2013         | Nơi trái tim ở lại                                          | 24×45             | NSƯT Lê Cung Bắc               |
| 2013         | Cỏ biếc                                                     | 35×45             | Nguyễn Quốc Hưng               |
| 2013         | Thời gian không chờ đợi                                     | 12×45             | NSƯT Trần Vịnh                 |
| 2013         | Trinh thám nghiệp dư                                        | 29×45             | Hồ Thanh Tuấn                  |
| 2013         | Sơn ca không hát                                            | 26×45             | Nguyễn Minh Cao                |
| 2013         | Bình Tây đại nguyên soái (hợp tác với Hãng phim Cửu Long)   | 40x45             | Phan Hoàng                     |
| 2013         | Ngọn cỏ gió đùa                                             | 45×45             | NSƯT Hồ Ngọc Xum               |
| 2013         | Huế mùa mai đỏ                                              | 25×45             | NSƯT Trần Vịnh                 |
| 2014         | Con gái vị thẩm phán                                        | 30×45             | Đỗ Phú Hải                     |
| 2014         | Tình người xứ hoa                                           | 36×45             | Lê Hồng Sơn                    |
| 2014         | Dòng sông thương nhớ                                        | 31×45             | Bùi Nam Yên                    |
| 2014         | Quyến rũ                                                    | 39×45             | Trương Quang Thịnh             |
| 2014         | Hoa bay                                                     | 40×45             | NSƯT Xuân Sơn - NSƯT Đăng Khoa |
| 2015         | Đò dọc                                                      | 32×45             | Lê Hùng Phương                 |
| 2015         | Hãy nói về tình yêu                                         | 36×45             | Trương Dũng                    |
| 2015         | Không có gì và không một ai                                 | 31×45             | NSƯT Trần Mỹ Hà                |
| 2016         | Sao miệt vườn                                               | 18×45             | Nguyễn Hồng Chi                |
| 2017         | Lẩn khuất một tên người                                     | 37×45             | Vũ Thái Hòa                    |
| 2017         | Lồng son                                                    | 30×45             | Hồ Thanh Tuấn                  |
| 2017         | Tơ hồng vương vấn                                           | 30×45             | NSƯT Hồ Ngọc Xum               |
| 2018         | Về quê ăn tết                                               | 5×45              | Trần Đức Long                  |
| 2018         | Miền xanh                                                   | 30×45             | NSƯT Trần Mỹ Hà                |
| 2018         | Bên kia sông                                                | 40×45             | Đỗ Phú Hải - Phạm Ngọc Châu    |
| 2019         | Mùa cúc susi                                                | 30×45             | Phạm Lộc                       |
| 2019         | Những chuyên án lạ                                          | 31×45             | Đỗ Phú Hải                     |
| 2019         | Sóng mồ côi                                                 | 33×45             | Phạm Lộc                       |
| 2019         | Sóng ngầm                                                   | 40×45             | Nguyễn Tường Phương            |
| 2019         | Đảo khát                                                    | 20×45             | Lê Phương Nam                  |
| 2019         | Sống gượng                                                  | 30×45             | NSND Phạm Nhuệ Giang           |
| 2019         | Dặm đường công lý                                           | 30×45             | Trần Quang Đại                 |
| 2019         | Rừng thiêng                                                 | 30×45             | Phạm Lộc - Trần Đức Long       |
| 2019         | Ráng chiều ấm áp                                            | 30×45             | Nguyễn Hồng Chi                |

#### Thập niên 2020
| Năm sản xuất | Tên phim                                      | Thời lượng (phút) | Đạo diễn                  |
| ------------ | --------------------------------------------- | ----------------- | ------------------------- |
| 2020         | Đợi mai                                       | 5×45              | Nguyễn Đỗ Khoa            |
| 2020         | Kẻ sát nhân cô độc                            | 30x45             | Trần Đức Long             |
| 2020         | Cây nước mắt (hợp tác với Hãng phim Cửu Long) | 35x45             | Nguyễn Xuân Hiệp          |
| 2021         | Mẹ trùm                                       | 60x25             | Nguyễn Hồng Chi           |
| 2022         | Giã từ những đêm hoang                        | 30x45             | Nguyễn Đỗ Khoa - Phạm Lộc |
| 2023         | Lụa                                           | 31x45             | Trần Đức Long             |
| 2023         | Gieo nhân                                     | 30x45             | Hồ Ngọc Xum               |
| 2023         | Bống thời 4.0                                 | 27x45             | Nguyễn Quang Minh         |
| 2024         | Kẻ sát nhân cô độc 2                          | 20x45             | Trần Đức Long             |
| 2024         | Thế giới trong gương                          | 18x30             | Nguyễn Thái Huân          |
| 2024         | Những ngôi sao lạc                            | 35x30             | Đặng Minh Quốc            |
| 2024         | Miền quên lãng                                | 21x30             | Nguyễn Hồng Chi           |

### Phim tài liệu[2]
| Năm sản xuất                                      | Tên phim                                                   | Số tập              | Đạo diễn                        |
| ------------------------------------------------- | ---------------------------------------------------------- | ------------------- | ------------------------------- |
| 1991                                              | Sư đoàn 9 anh hùng                                         | 4                   | NSND Phạm Khắc                  |
| 1992                                              | Thắng cảnh Hà Tiên                                         | 1                   | Đồng Anh Quốc                   |
| 1993                                              | Cuộc nổi dậy lịch sử                                       | 1                   | NSƯT Trần Mỹ Hà                 |
| 1993                                              | Gặp lại Ấp Bắc                                             | 1                   | NSND Phạm Khắc                  |
| 1994                                              | Giữa ngàn thác lũ                                          | 3                   | Nguyễn Hoàng                    |
| 1994                                              | Chợ quê                                                    | 1                   | Trần Chí Kông                   |
| 1994                                              | Quân đoàn 4 tuổi 20                                        | 3                   | NSƯT Lý Quang Trung             |
| 1994                                              | Dấu son Bình Giã                                           | 2                   | NSƯT Lý Quang Trung             |
| 1994                                              | Những cánh hoa ngược dòng                                  | 1                   | Nguyễn Hoàng                    |
| 1994                                              | Tranh thủy mặc Lý Khắc Nhu                                 | 1                   | NSƯT Trần Mỹ Hà                 |
| 1995                                              |                                                            |                     |                                 |
| Non nước Ngũ Hành Sơn                             | 1                                                          | NSƯT Trần Mỹ Hà     |                                 |
| Phố cổ Hội An                                     | 1                                                          | NSƯT Trần Mỹ Hà     |                                 |
| Giai điệu Chăm Bini                               | 1                                                          | Cổ Trường Sinh      |                                 |
| Cúng Trăng                                        | 1                                                          | NSƯT Trần Mỹ Hà     |                                 |
| Chân dung Người mẹ miền Nam                       | 1                                                          | Hồ Minh Đức         |                                 |
| Một vùng đất Tây Nguyên                           | 1                                                          | Cổ Trường Sinh      |                                 |
| Hạ Long – Kỳ quan trên biển Bắc                   | 1                                                          | Đỗ Bèn              |                                 |
| Bước khởi đầu                                     | 1                                                          | NSƯT Trần Mỹ Hà     |                                 |
| Viện Quân y 175 – 20 năm xây dựng và trưởng thành | 1                                                          | Đỗ Bèn              |                                 |
| An Giang 20 mùa lũ                                | 1                                                          | Nguyễn Việt Hùng    |                                 |
| 20 năm sự nghiệp trồng người                      | 2                                                          | Cổ Trường Sinh      |                                 |
| Liên hoan thanh niên thế giới tại Lahabana        | 1                                                          | NSND Phạm Khắc      |                                 |
| Ngôi đền trên đất thép                            | 1                                                          | NSƯT Lý Quang Trung |                                 |
| Bến Tre - dải đất cù lao                          | 1                                                          | Nguyễn Hoàng        |                                 |
| Cuba vẫn sống                                     | 2                                                          | NSND Phạm Khắc      |                                 |
| Thời gian vĩnh cửu                                | 1                                                          | NSƯT Trần Mỹ Hà     |                                 |
| Điện về nông thôn                                 | 1                                                          | Đỗ Bèn              |                                 |
| Công trình thủy lợi Hóc Môn– Bắc Bình Chánh       | 1                                                          | Quốc Hưng           |                                 |
| 1996                                              | Gò Vấp Xưa và nay                                          | 1                   | Nguyễn Hồng                     |
| 1996                                              | Con mắt ở lại                                              | 1                   | Quốc Hưng                       |
| 1996                                              | Đêm trắng Vĩnh Lộc                                         | 1                   | NSƯT Lý Quang Trung             |
| 1996                                              | Hương sắc mùa Xuân                                         | 1                   | NSƯT Trần Mỹ Hà                 |
| 1996                                              | Chuyện tuổi già                                            | 1                   | Phạm Xuân Nghị                  |
| 1996                                              | Nữ tướng Nguyễn Thị Định                                   | 5                   | NSND Phạm Khắc                  |
| 1996                                              | Kiên Giang trước biển                                      | 1                   | Nguyễn Việt Hùng                |
| 1996                                              | Người khơi nguồn nước                                      | 1                   | Đỗ Bèn                          |
| 1996                                              | Cánh chim không mỏi                                        | 1                   | Nguyễn Hoàng                    |
| 1996                                              | Một thoáng Malaysia                                        | 1                   | NSND Phạm Khắc                  |
| 1996                                              | Trở về từ Malaysia                                         | 1                   | NSND Phạm Khắc                  |
| 1996                                              | Qua những dòng kinh đen                                    | 1                   | Nguyễn Việt Hùng                |
| 1996                                              | Khi đàn sếu trở về                                         | 1                   | NSND Phạm Khắc                  |
| 1996                                              | Anh hùng Tạ Thị Kiều                                       | 1                   | NSƯT Lý Quang Trung             |
| 1996                                              | Phụ nữ Thành phố Hồ Chí Minh - 20 năm một chặng đường      | 2                   | Phan Hoàng                      |
| 1996                                              | Thời gian nhìn lại                                         | 2                   | Nguyễn Việt Hùng                |
| 1996                                              | Những cánh chim Hải Âu                                     | 1                   | Quốc Hưng                       |
| 1997                                              | Những khoảnh khắc đời người                                | 1                   | Nguyễn Hoàng                    |
| 1997                                              | Luật sư Nguyễn Hữu Thọ – người trí thức Cách mạng Việt Nam | 1                   | Trần Chí Kông                   |
| 1997                                              | Một thế kỷ dưỡng sinh (Bác sĩ Nguyễn Văn Hưởng)            | 1                   | Cao Nguyên Dũng                 |
| 1997                                              | Xóm mới mùa xuân                                           | 1                   | Lê Trác                         |
| 1997                                              | Điện ảnh Bưng Biền                                         | 1                   | Cao Nguyên Dũng                 |
| 1997                                              | Tiến sĩ Võ Tòng Xuân                                       | 1                   | Nguyễn Việt Hùng                |
| 1997                                              | Chị Năm Hồng                                               | 1                   | Tô Hoàng                        |
| 1997                                              | Chân dung Người đẹp Tây Đô                                 | 1                   | Nguyễn Hoàng                    |
| 1997                                              | Lễ khánh thành nghĩa trang liệt sĩ quốc gia đường 9        | 1                   | Cao Nguyên Dũng                 |
| 1997                                              | Trái tim nghệ sĩ                                           | 1                   | Đỗ Bèn                          |
| 1997                                              | Vượt lên số phận                                           | 1                   | NSƯT Lý Quang Trung             |
| 1997                                              | Festival 14 tại Lahabana (CuBa)                            | 2                   | Nguyễn Việt Hùng                |
| 1997                                              | Động Phong Nha                                             | 1                   | Cao Nguyên Dũng                 |
| 1997                                              | Kiến trúc Sài Gòn – nhìn từ quá khứ                        | 1                   | Đỗ Thị Minh Phương              |
| 1997                                              | Đôi nét về Che Guevara                                     | 1                   | Nguyễn Việt Hùng                |
| 1997                                              | Người Chăm An Giang                                        | 1                   | Nguyễn Việt Hùng                |
| 1997                                              | Cảng Sài Gòn                                               | 1                   | Đỗ Bèn                          |
| 1997                                              | Một mảnh tình                                              | 1                   | Phạm Xuân Nghị                  |
| 1997                                              | Thủy điện Yaly                                             | 1                   | Cao Nguyên Dũng                 |
| 1997                                              | Sân vận động mới ở Pháp                                    | 3                   | Nguyễn Việt Hùng                |
| 1997                                              | Rừng Trường Sơn kêu cứu                                    | 1                   | Cao Nguyên Dũng                 |
| 1997                                              | Qua vùng tâm bão                                           | 1                   | Trần Chí Kông                   |
| 1997                                              | Rừng Đước Cần Giờ                                          | 1                   | Nguyễn Hoàng                    |
| 1997                                              | Hồng Sến – miền cỏ hoang                                   | 1                   | Cổ Trường Sinh                  |
| 1997                                              | Nữ kiệt miền Đông                                          | 1                   | Cao Nguyên Dũng                 |
| 1997                                              | Mùa xuân trên nông trường sông Hậu                         | 3                   | Trần Chí Kông                   |
| 1998                                              | Thắng cảnh Hương Sơn                                       | 1                   | Trương Văn Minh                 |
| 1998                                              | Nét xưa trên thành phố                                     | 1                   | Trường Sinh                     |
| 1998                                              | Nguyễn Hữu Cảnh - Người đi mở cõi                          | 2                   | Đỗ Bèn                          |
| 1998                                              | Nguyễn Văn Linh - Trọn đời Cách Mạng                       | 3                   | Trần Chí Kông                   |
| 1998                                              | Trường Sơn hùng tráng                                      | 20                  | Cao Nguyên Dũng                 |
| 1998                                              | Du lịch Cu Ba                                              | 3                   | Nguyễn Việt Hùng                |
| 1998                                              | Nhà văn Sơn Nam                                            | 1                   | Đỗ Bèn                          |
| 1998                                              | Sài Gòn - Thành phố Hồ Chí Minh                            | 2                   | NSƯT Lý Quang Trung             |
| 1999                                              | Ký ức Điện Biên                                            | 10                  | Cao Nguyên Dũng                 |
| 1999                                              | Australia - Mùa hè ngược                                   | 1                   | Văn Minh                        |
| 1999                                              | Thượng tướng Hoàng Cầm                                     | 2                   | Cao Nguyên Dũng                 |
| 1999                                              | Chân dung người tử tù                                      | 1                   | Nguyễn Hoàng                    |
| 1999                                              | Lối xưa                                                    | 1                   | NSƯT Lý Quang Trung             |
| 2000                                              | Hoa Tết                                                    | 1                   | Trường Sinh                     |
| 2000                                              | Những nẻo đường xuân                                       | 1                   | Cao Nguyên Dũng                 |
| 2000                                              | Lễ Tết ở Nam Bộ                                            | 1                   | Việt Bình                       |
| 2000                                              | Lễ hội dân gian                                            | 1                   | Lư Trọng Tín                    |
| 2000                                              | Trung Hoa Du ký                                            | 23                  | Dư Kim Hoàng - Nguyễn Việt Hùng |
| 2000                                              | Miền Nam trong trái tim Người                              | 2                   | NSƯT Lý Quang Trung             |
| 2000                                              | Đà lạt viên ngọc xanh                                      | 1                   | Trường Sinh                     |
| 2000                                              | Tiểu đoàn 307                                              | 3                   | Nguyễn Kế Nghiệp                |
| 2000                                              | Thượng tướng Trần Văn Trà                                  | 5                   | Cao Nguyên Dũng                 |
| 2001                                              | Đại tướng Võ Nguyên Giáp                                   | 6                   | Cao Nguyên Dũng                 |
| 2001                                              | Những nẻo đường hoa                                        | 1                   | Trường Sinh                     |
| 2001                                              | Một thế kỷ nghiên cứu thực vật                             | 1                   | Trường Sinh                     |
| 2001                                              | Những năm 40 - Chuyện bây giờ mới kể                       | 9                   | Nguyễn Kế Nghiệp                |
| 2001                                              | Đèn lồng Hội An                                            | 1                   | Nguyễn Hải Anh                  |
| 2002                                              | Làng cổ Đường Lâm                                          | 1                   | Nguyễn Hải Anh                  |
| 2002                                              | Người kể chuyện trăm năm                                   | 3                   | Việt Bình                       |
| 2002                                              | Còn in bóng Người                                          | 1                   | Trường Sinh                     |
| 2002                                              | Bác Hồ ở Thái Lan                                          | 1                   | Việt Bình                       |
| 2002                                              | Đường về Tổ Quốc                                           | 1                   | Việt Bình                       |
| 2003                                              | Biệt động Sài Gòn - Gia Định                               | 6                   | Nguyễn Kế Nghiệp                |
| 2004                                              | Thi tướng rừng xanh                                        | 5                   | Việt Bình                       |
| 2004                                              | Kể chuyện quân giới Nam Bộ                                 | 10                  | Cao Nguyên Dũng                 |
| 2005                                              | Đất tổ                                                     | 2                   | Hồ Minh Đức                     |
| 2005                                              | Ký ức Mậu Thân 1968                                        | 1                   | Nguyễn Hoàng                    |
| 2005                                              | Hàn Quốc ký sự                                             | 14                  | Trường Sinh                     |
| 2005                                              | Hồn cờ quốc                                                | 5                   | Nguyễn Kế Nghiệp                |
| 2006                                              | Ký sự hỏa xa - Hành trình xuyên lục địa                    | 75                  | NSƯT Lý Quang Trung             |
| 2006                                              | Mê Kông Ký sự                                              | 92                  | NSND Phạm Khắc                  |
| 2006                                              | Lê Trọng Tấn – vị tướng của những chiến trường nóng bỏng   | 5                   | Nguyễn Hải Anh                  |
| 2006                                              | Sư đoàn 9 anh hùng                                         | 7                   | Đồng Anh Quốc                   |
| 2007                                              | Ký ức về anh Ba Lê Duẩn                                    | 2                   | Nguyễn Ngọc Mai                 |
| 2007                                              | Ký sự Amazon                                               | 71                  | Nguyễn Văn Bình                 |
| 2007                                              | Ký sự Tân Đảo                                              | 30                  | Đào Anh Dũng                    |
| 2007                                              | Huyền thoại về tướng tình báo Phạm Xuân Ẩn                 | 12                  | Lê Phong Lan                    |
| 2008                                              | Trở lại Volga                                              | 10                  | Phan Tô Hoài, Đỗ Bèn            |
| 2008                                              | Người trong phim                                           | 1                   | Nguyễn Hoàng                    |
| 2008                                              | Đại tướng Mai Chí Thọ                                      | 5                   | Phạm Xuân Nghị                  |
| 2008                                              | Bác Tôn - Người con của Nam Bộ thành đồng                  | 4                   | Nguyễn Ngọc Mai                 |
| 2009                                              | Ký sự Missisppi                                            | 60                  | Đào Anh Dũng                    |
| 2009                                              | Tướng Đồng Sỹ Nguyên với Trường Sơn huyền thoại            | 5                   | Nguyễn Hải Anh                  |
| 2009                                              | Đi giữa kẻ thù                                             | 7                   | Lê Phong Lan                    |
| 2009                                              | Đi tìm trang phục Việt                                     | 24                  | Nguyễn Hải Anh                  |
| 2009                                              | Món ngon quê nhà                                           | 23                  | Lê Vũ Hoàng                     |
| 2009                                              | Luật sư Nguyễn Hữu Thọ - Sự lựa chọn của lịch sử           | 9                   | NSƯT Hồ Minh Đức                |
| 2009                                              | Quân đoàn 4 - Bình đoàn Cửu Long anh hùng                  | 5                   | Trường Sinh                     |
| 2010                                              | Con đường bí ẩn                                            | 10                  | Lê Phong Lan                    |
| 2011                                              | Bên hàng Bạch Dương                                        | 8                   | Đỗ Bèn                          |
| 2012                                              | Cuộc đọ sức 12 ngày đêm                                    | 2                   | Nguyễn Văn Vinh                 |
| 2013                                              | Đại tướng Lê Đức Anh                                       | 5                   | Lê Phong Lan                    |
| 2013                                              | Huyền thoại Mẹ Việt Nam anh hùng                           | 100                 | Nhiều đạo diễn                  |
| 2016                                              | Sắc màu mùa hè Hokkaido                                    |                     |                                 |
| 2018                                              | Hành khúc biển                                             |                     |                                 |
| 2018                                              | Làng lưỡi câu với mùa nước nổi                             |                     |                                 |
| 2018                                              | Tiếng lòng tôi                                             |                     |                                 |
| 2018                                              | Bác Hồ sống mãi                                            |                     |                                 |
| 2019                                              | Son sắt một lời thề                                        |                     |                                 |
| 2019                                              | Trọn đời yêu kính Bác                                      |                     |                                 |
| 2020                                              | HTV 45 năm - Những người giữ sóng                          | 1                   |                                 |
| 2021                                              | Vị Tết                                                     | 1                   |                                 |
| 2021                                              | Thành phố trẻ                                              |                     |                                 |
| 2021                                              | Biên giới bình yên                                         |                     |                                 |
| 2021                                              | Hành trình những sắc màu                                   |                     |                                 |
| 2021                                              | HTV từ tâm dịch dã chiến                                   |                     |                                 |
| 2021                                              | TFS tuổi 30                                                | 2                   |                                 |
| 2022                                              | HTV - Cống hiến để trưởng thành                            | 1                   |                                 |

### Chương trình giải trí
- Chương trình Tạp chí văn nghệ
- Gameshow Đi tìm ẩn số (do TFS và Công ty Kiết Tường hợp tác sản xuất)
- Chương trình Vén màn bí ẩn (do TFS và DAT Film hợp tác sản xuất)
- Chương trình Bác sĩ nói gì (do TFS và MCV Group hợp tác sản xuất)

## Giải thưởng
- Giải thưởng Hội Điện ảnh Việt Nam 1994:
  - Giải A thể loại phim tài liệu cho phim Giữa ngàn thác lũ.[3][4]
- Giải thưởng Hội Điện ảnh Việt Nam 1995:
  - Giải B thể loại phim video cho phim Giữa dòng.[5][6]
  - Giải A thể loại phim tài liệu video cho phim Thời gian vĩnh cữu.[7]
- Liên hoan phim Việt Nam lần thứ 11 (1996):
  - Giải Bông Sen Vàng cho đạo diễn phim khoa học xuất sắc: NSND Phạm Khắc (Phim Khi đàn sếu trở về).
  - Giải Bông Sen Vàng cho đạo diễn phim video xuất sắc: NSƯT Trần Mỹ Hà (Phim Giữa dòng).
  - Giải Bông Sen Vàng cho nữ diễn viên chính xuất sắc nhất: NSƯT Ngọc Hiệp (Phim Giữa dòng).
- Liên hoan phim Việt Nam lần thứ 12 (1999):
  - Giải bông sen bạc thể loại phim truyện video cho phim Cầu thang tối.
    - Đạo diễn xuất sắc: NSND Đào Bá Sơn.
    - Diễn viên triển vọng: Hồng Ánh.
- Liên hoan phim Việt Nam lần thứ 13 (2001):
  - Giải bông sen bạc thể loại phim truyện video cho phim Gấu cổ trắng.
    - Biên kịch xuất sắc nhất: Gia Vũ.
    - Nam diễn viên chính xuất sắc nhất: Hoàng Phi.

  - Nữ diễn viên phụ xuất sắc: Hoài Trang (Phim Giã từ cát bụi).
  - Giải Bông sen Vàng cho âm nhạc xuất sắc nhất: Bảo Phúc (Phim Giã từ cát bụi).
  - Giải Bông sen Vàng cho quay phim xuất sắc nhất: Cao Thành Danh (Phim 5W trong 1 và Cánh buồm ảo ảnh).
  - Giải Bông sen Bạc cho Phim tài liệu: Cuộc không chiến lịch sử
- Liên hoan phim Việt Nam lần thứ 14 (2004):
  - Giả Bông Sen Vàng thể loại phim truyện video cho phim Mùa sen.
    - Đạo diễn phim video xuất sắc: Võ Tấn Bình.
    - Nữ diễn viên chính xuất sắc nhất: Thanh Thúy.
    - Quay phim xuất sắc: Nguyễn Hồng Chi (Phim Sống chậm).
- Liên hoan phim Việt Nam lần thứ 16 (2009):
  - Giải thưởng BGK thể loại phim tài liệu video cho phim Tướng Đồng Sỹ Nguyên với Trường Sơn huyền thoại.
- Giải Cánh diều 2002:
  - Giải Cánh diều bạc thể loại Phim video cho phim Phố hoài.
  - Giải Cánh diều bạc thể loại Phim truyện truyền hình cho phim Blouse trắng.[8]
  - Giải khuyến khích thể loại phim truyện truyền hình cho bộ phim Sương gió biên thùy.
- Giải Cánh diều 2003:
  - Giải Cánh diều bạc thể loại phim truyện truyền hình cho phim Hướng nghiệp.[9]
  - Nữ diễn viên truyền hình triển vọng: Huệ Minh.
- Giải Cánh diều 2004:
  - Giải Cánh diều vàng thể loại phim truyện truyền hình cho phim Ngọn nến Hoàng cung.[10][11]
  - Giải khuyến khích thể loại phim tài liệu video cho bộ phim Ngược rừng và Nối lại cung đàn xưa.
- Giải Cánh diều 2005:
  - Giải Cánh diều vàng thể loại phim truyện truyền hình cho phim Dưới cờ đại nghĩa.[12]
- Giải Cánh diều 2006:
  - Giải Cánh diều vàng thể loại Phim tài liệu video cho phim Mê kông ký sự.
  - Giải Cánh diều bạc thể loại Phim truyện truyền hình cho phim Cải ơi.
- Giải Cánh diều 2009:
  - Giải Cánh diều vàng thể loại phim truyện truyền hình cho phim Vịt kêu đồng.[13]
  - Giải Cánh diều bạc thể loại Phim truyện truyền hình cho phim Lều chõng.[14]
    - Đạo diễn xuất sắc: NSND Nguyễn Thanh Vân (Phim Lều chõng).

  - Nam diễn viên chính xuất sắc: Hoàng Sơn (Phim Vịt kêu đồng).
- Giải Cánh diều 2010:
  - Giải Cánh diều bạc thể loại Phim truyện truyền hình cho phim Vó ngựa trời Nam.[15]
    - Đạo diễn xuất sắc: NSƯT Lê Cung Bắc.
    - Diễn viên chính xuất sắc: Huỳnh Đông.

  - Giải Cánh diều bạc thể loại Phim truyện truyền hình cho phim Câu chuyện pháp đình - Ngã rẽ.
- Giải Cánh diều 2011:
  - Giải Cánh diều bạc thể loại Phim truyện truyền hình cho phim Công nghệ thời trang.[16]
    - Giải biên kịch xuất sắc: Nguyễn Mạnh Tuấn.
    - Nam diễn viên chính xuất sắc: Cao Minh Đạt.
- Giải Cánh diều 2012: 
  - Giải Cánh diều bạc thể loại phim truyện truyền hình cho phim Đồng Quê.
- Giải Cánh diều 2013:
  - Giải Cánh diều bạc thể loại phim truyện truyền hình cho phim Bình Tây đại nguyên soái.[17]
    - Biên kịch xuất sắc: Phạm Thùy Nhân.

  - Giải Cánh diều bạc thể loại phim truyện truyền hình cho phim Huế mùa mai đỏ.
  - Giải khuyến khích thể loại phim truyền hình cho bộ phim Con gái vị thẩm phán.[18]
- Giải Cánh diều 2017:
  - Giải khuyến khích thể loại phim truyện truyền hình cho bộ phim Lẩn khuất một tên người.[19]
    - Nữ diễn viên chính xuất sắc: Xuân Văn.[20]
- Giải Cánh diều 2019:
  - Giải Cánh diều vàng thể loại phim truyện truyền hình cho phim Bên kia sông.[21][22][23]
    - Biên kịch xuất sắc: Minh Diệu, Ngô Hoàng Giang.

  - Giải khuyến khích thể loại phim truyền hình cho bộ phim Mùa cúc susi.
- Giải Cánh diều 2020:
  - Giải khuyến khích thể loại phim truyền hình cho bộ phim Kẻ sát nhân cô độc.[24]
- Giải Cánh diều 2021:
  - Giải khuyến khích thể loại phim truyền hình cho bộ phim Mẹ trùm.[25][26][27]
    - Nữ diễn viên chính xuất sắc: Ngân Quỳnh.

## Lãnh đạo

### Giám đốc qua các thời kỳ
- NSND - AHLĐ Phạm Khắc (1991 - 1996), sau này là Giám đốc Đài Truyền hình Thành phố Hồ Chí Minh.
- Nhà biên kịch Nguyễn Hồ (1996 - 2003)
- NSƯT Nguyễn Việt Hùng (2004 - 2012)
- NSƯT Lý Quang Trung (2012 - 2021)
- Đạo diễn Phạm Việt Phước (2022 - nay).

### Lãnh đạo hiện tại
- Giám đốc: Phạm Việt Phước.
- Phó Giám đốc: Nguyễn Quốc Hưng, Đỗ Đức Long.